# Frostius
A  Frostius a kétéltűek (Amphibia) osztályába, a békák (Anura) rendjébe és a varangyfélék (Bufonidae) családjába tartozó nem.

## Előfordulásuk
A nem fajai Brazíliában honosak.

## Rendszerezés
A nembe az alábbi 2 faj tartozik:
- Frostius erythrophthalmus Pimenta & Caramaschi, 2007
- Frostius pernambucensis (Bokermann, 1962)